# ماكدونالد كريتشيلي
ماكدونالد كريتشيلي (بالإنجليزية: MacDonald Critchley)‏‏ (2 فبراير 1900 - 15 أكتوبر 1997 في مقاطعة سومرست) طبيب أعصاب من المملكة المتحدة.

## الجوائز
- قائد وسام الامبراطورية البريطانية
- وسام كرونيان